# مران
دردار أو المُرَّان  أو لسان العصفور أو أشجار لسان العصافير (باللاتينية: Fraxinus) جنس نباتي ينتمي إلى الفصيلة الزيتونية ويضم حوالي 45-65 نوعاً. يسمى خطأ بالدردار وهو جنس مختلف تماما.

## من أنواعهالواطنةفيالوطن العربي
- المُرَّان الأطلسي (باللاتينية: Fraxinus dimorpha) في المغرب العربي
- المُرَّان رفيع الأوراق (باللاتينية: Fraxinus angustifolia) في بلاد الشام والمغرب العربي ومعظم مناطق أوروبا
- المُرَّان الرمادي (باللاتينية: Fraxinus ornus) في بلاد الشام
- المُرَّان السوري (باللاتينية: Fraxinus syriaca) في بلاد الشام (وهذا النوع وضع كنويع ضمن المُرَّان رفيع الأوراق)

## من أنواعه الأخرى
- المُرَّان الأرجواني (باللاتينية: Fraxinus purpusii)
- المُرَّان الأسود (باللاتينية: Fraxinus nigra)
- المُرَّان الأمريكي (باللاتينية: Fraxinus americana)
- المُرَّان البنسلفاني (باللاتينية: Fraxinus pennsylvanica)
- المُرَّان التكساسي (باللاتينية: Fraxinus texensis)
- المُرَّان ثلاثي الوريقات (باللاتينية: Fraxinus trifoliata)
- المُرَّان ثنائي البتلات (باللاتينية: Fraxinus dipetala)
- المُرَّان الخيمي (باللاتينية: Fraxinus pallisiae)
- المُرَّان رباعي الأضلاع (باللاتينية: Fraxinus quadrangulata)
- المُرَّان الرمحي (باللاتينية: Fraxinus cuspidata)
- المُرَّان اللبدي (باللاتينية: Fraxinus tomentosa)
- المُرَّان الشاذ (باللاتينية: Fraxinus anomala)
- المُرَّان الشامل (باللاتينية: Fraxinus uhdei)
- المُرَّان الشعيري (باللاتينية: Fraxinus lanuginosa)
- المُرَّان العالي (باللاتينية: Fraxinus excelsior)
- المُرَّان عريض الأوراق (باللاتينية: Fraxinus latifolia)
- المُرَّان عريض العنق (باللاتينية: Fraxinus platypoda)
- المُرَّان العميق (باللاتينية: Fraxinus profunda)
- المُرَّان الغامض (باللاتينية: Fraxinus dubia)
- المُرَّان الفارسي (باللاتينية: Fraxinus persica)
- المُرَّان الكاروليني (باللاتينية: Fraxinus caroliniana)
- المُرَّان كثير الأزهار (باللاتينية: Fraxinus floribunda)
- المُرَّان المخملي (باللاتينية: Fraxinus velutina)
- المُرَّان المكسيكي (باللاتينية: Fraxinus berlandieriana)
- المُرَّان المنشوري (باللاتينية: Fraxinus mandshurica)

## معرض صور

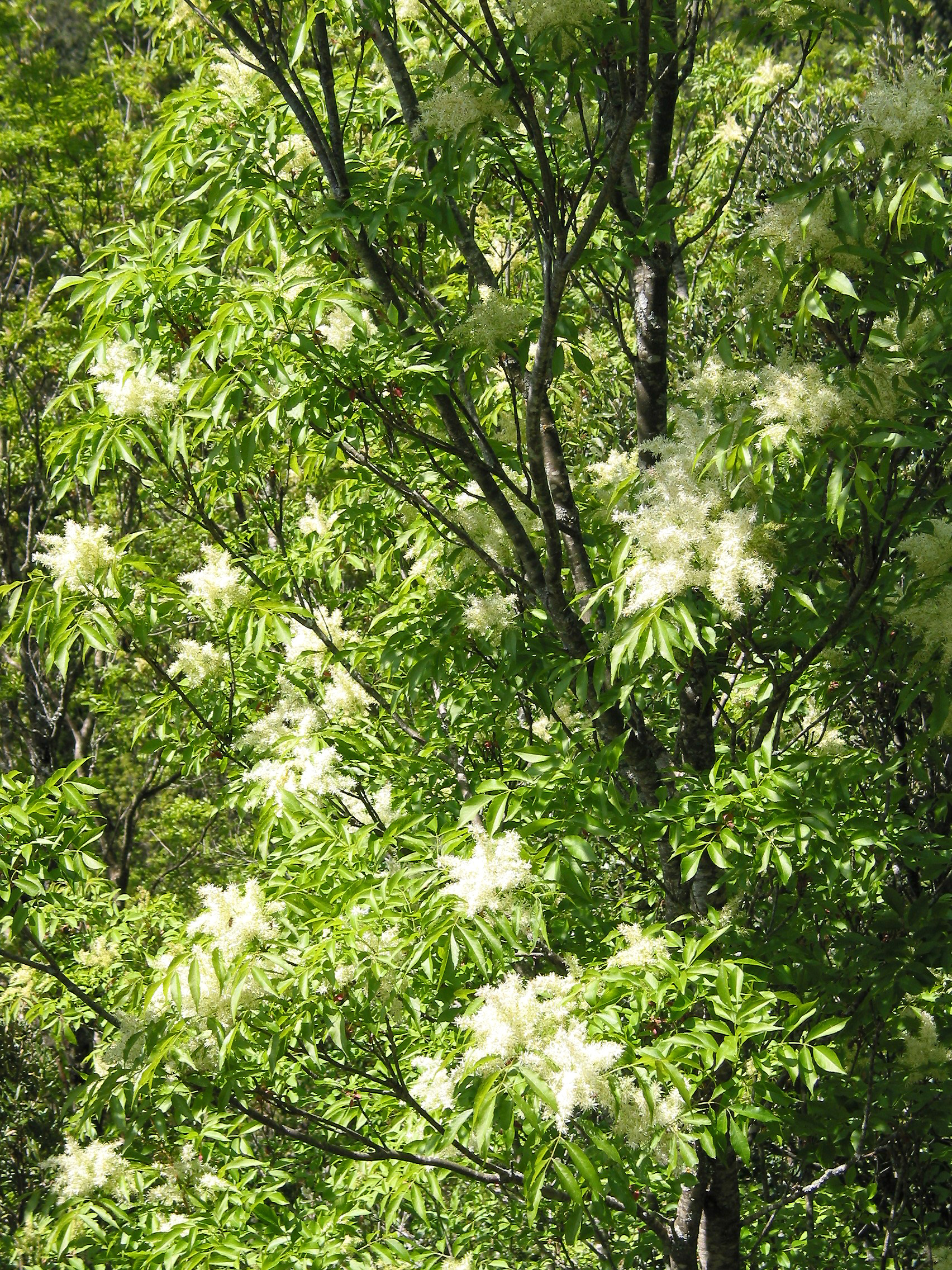
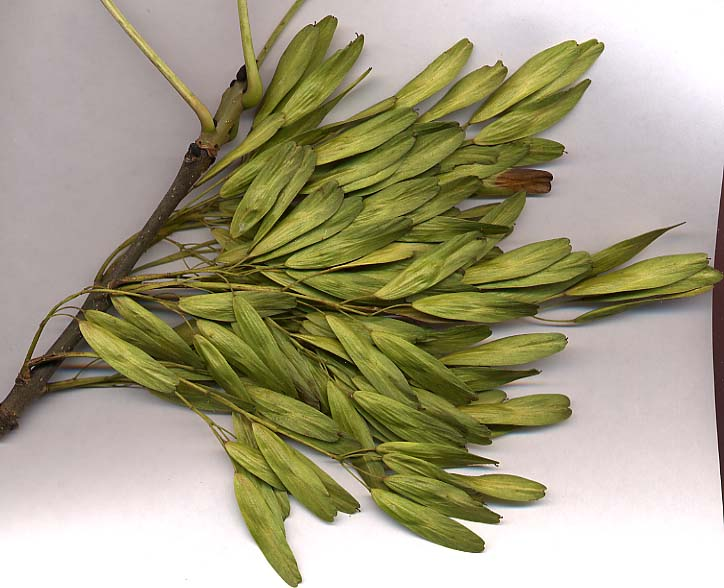
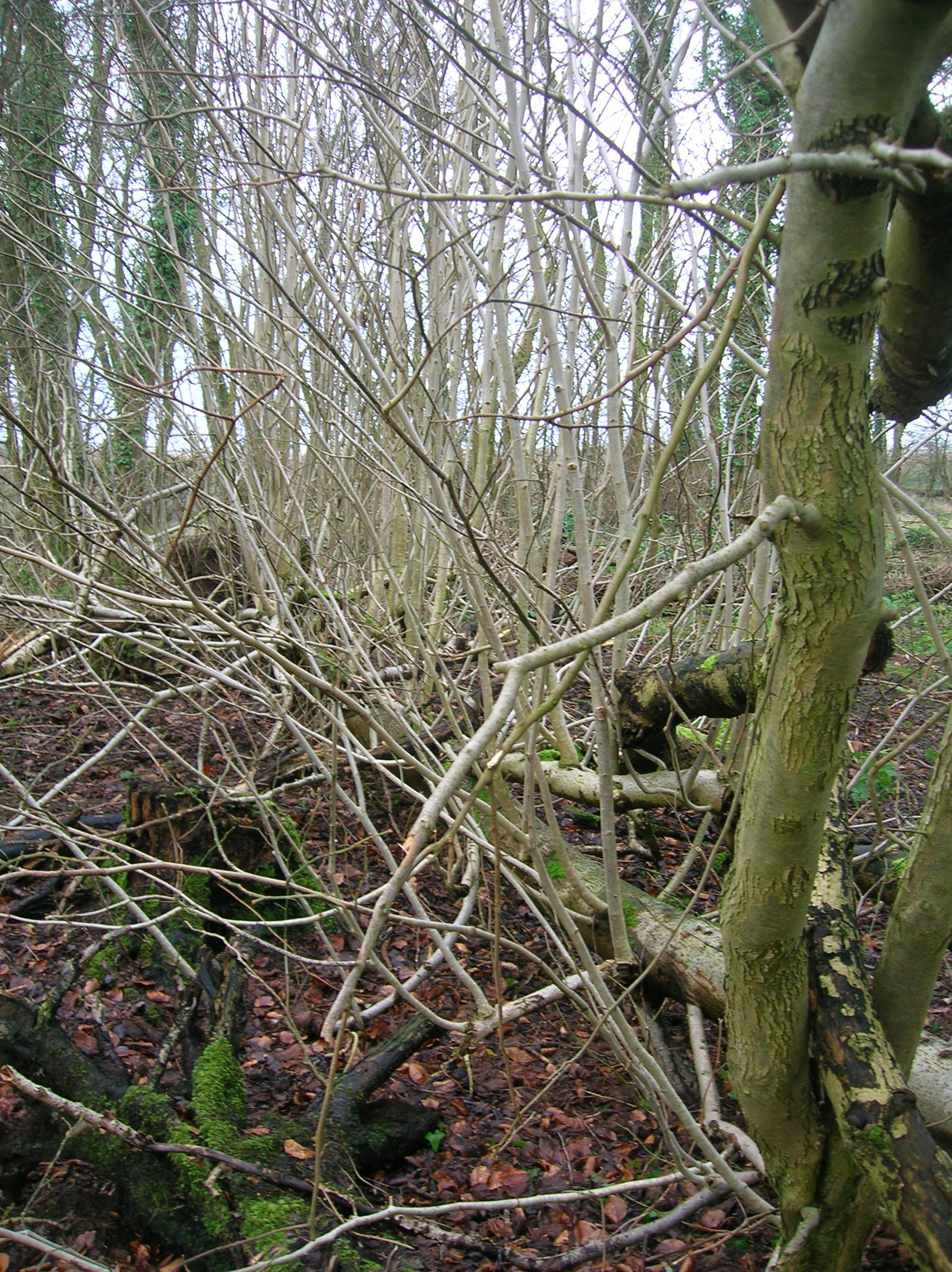